# 土爾扈特西旗
土爾扈特西旗是青海蒙古的一旗，俗稱“托里和扎薩、托力和扎薩”。元臣翁罕，數傳至博第蘇克，自稱青海土爾扈特台吉之裔。雍正三年授札薩克一等台吉，世襲。佐領四。牧地在阿屯齊老圖，有阿勒淖爾泊。東至袞阿爾台，南至黃河，西至哈爾古爾希立，北至庫克烏蘇唐素楞。

## 沿革[2]
土爾扈特西旗札薩克一等台吉游牧。莽海曾孫色棱吉斯札布第三子鄂爾齊，有子四，長諾爾布，次色特爾布木，次袞木札布，次拉蘇隆札布。雍正元年(1723年)，諾爾布附羅卜藏丹津叛，尋悔罪來投。詔宥之。三年(1725年)授札薩克一等台吉。九年(1731年)復叛，色特爾布木不附，且以兵剿之。獎賜銀幣，襲諾爾布所遺爵。乾隆二十一年(1756年)卒。子烏爾占襲，無嗣。命以袞布札布之子伊達木襲。四十七年(1782年)，詔世襲罔替。民國二年晉封輔國公。

## 歷任札薩克[3][4][5][6][7][8][9][10][11][12][13]
| 世代   | 姓名         | 襲爵年份 | 註釋                                                                           |
| ------ | ------------ | -------- | ------------------------------------------------------------------------------ |
| 初 封  | 色特爾布木   |          | 土爾扈特族，扎薩克台吉棟從弟。雍正三年授扎薩克一等台吉。乾隆二十一年卒。       |
| 一次襲 | 烏爾占       |          | 色特爾布木長子。乾隆二十一年襲扎薩克一等台吉。四十七年詔世襲罔替。四十九年卒。 |
| 二次襲 | 伊達木       |          | 烏爾占從弟。乾隆四十九年襲扎薩克一等台吉。五十年卒。                           |
| 三次襲 | 貢格         |          | 伊達木從弟。乾隆五十年襲扎薩克一等台吉。嘉慶七年病免。                         |
| 四次襲 | 旺舒克       |          | 貢格子。嘉慶七年襲。道光九年卒。                                               |
| 五次襲 | 達瑪林車凌   |          | 旺舒克子。道光九年襲。                                                         |
| 六次襲 | 洛布桑彥達克 |          | 達瑪林車凌子。光緒二年襲。                                                     |
| 七次襲 | 棍布端多布   |          | 洛布桑彥達克族叔。光緒八年襲。                                                 |
| 八次襲 | 林沁諾羅     |          | 光緒三十二年閏四月襲。或作仁慶諾洛、仁慶俄洛                                   |
| 九次襲 | 耿塔爾       |          |                                                                                |